# Seth Bauer
Seth Bauer, född den 25 september 1959 i Bridgeport i Connecticut i USA, är en amerikansk roddare.
Han tog OS-brons i åtta med styrman i samband med de olympiska roddtävlingarna 1988 i Seoul.